# Укуз
Уку́з (агул. Уккуд) — село в Курахском районе Дагестана. Входит в Усугское сельское поселение.

## Географическое положение
Село расположено на притоке реки Курах, в 28 км северо-западу от районного центра Курах.

## Население
| 1895 | 1926 | 1939 | 1970 | 1989 | 2002 | 2010 |
| ---- | ---- | ---- | ---- | ---- | ---- | ---- |
| 143  | ↗189 | ↗242 | ↘84  | ↘47  | ↗48  | ↘36  |
| 2021 |      |      |      |      |      |      |
| ↗39  |      |      |      |      |      |      |

Моноэтническое агульское село.

## История
В 1960 году жители Укуза были переселены в посёлок Мамедкала.